# Thorea hispida
Thorea hispida – gatunek krasnorostu z rodziny Thoreaceae.
Gatunek został po raz pierwszy opisany w 1800 przez Jeana Thore, który uznał go za przedstawiciela rodzaju Conferva, do którego wówczas zaliczano większość glonów nitkowatych, pod nazwą Conferva hispida (później to jego bazonim). Miejscem typowym wyznaczono rzekę Adour w Dax. Następnie inni botanicy uznawali go m.in. za przedstawiciela Batrachospermum, a w 1808 Jean Baptiste Bory de Saint-Vincent uznał, że jest to przedstawiciel odrębnego rodzaju, który nazwał Thorea, a sam gatunek nazwał Thorea ramosissima. Współcześnie uznawaną nazwę nadał w 1818 Nicaise Auguste Desvaux.

## Etymologia nazwy
Nazwa gatunkowa pochodzi od łacińskiego słowa hispidum oznaczającego „szorstkie, włochate, szczeciniaste”.

## Morfologia
Plecha tego krasnorostu może mieć barwę od oliwkowej, przez ciemnobrązową do czarnej, o rozgałęzionej, nitkowatej strukturze. Filamenty są wieloosiowe z widoczną zewnętrzną warstwą asymilacyjną i bezbarwną wewnętrzną rdzeniową, otoczone śluzowatą otoczką. Plechy osiągają latem długość 70-100 centymetrów, z poszczególnymi nitkami o średnicy od 1,6 do 2,8 milimetrów, jesienią do 3,5 mm. Latem filamenty są bardziej rozgałęzione. Średnica rdzenia wynosi latem od 120 do 400 mikrometrów, a jesienią od 600 do 800 μm. Chloroplasty taśmowate. 

## Biologia
Rozmnaża się za pomocą zarodników płciowych (karpospor) i bezpłciowych (monospor). Z karpospor kiełkują rozgałęzione szantransje.

## Ochrona
Gatunek jest wpisany na czerwone listy gatunków wymierających w Niemczech, Belgii, Wielkiej Brytanii, Rumunii, Serbii, Bułgarii oraz w Ameryce Północnej i w Chinach.
W 2011 stanowisko tego gatunku w odcinku Szeszuwy na Litwie objęto ochroną rezerwatową.
W Polsce gatunek był notowany w XX w. w Wełnie. W XXI w. był uznany za wymarły.